# Witold Wachowiak
Witold Marcin Wachowiak (ur. 21 lutego 1975) – polski biolog i genetyk, profesor nauk biologicznych, dyrektor Zakładu Ekologii Roślin i Ochrony Środowiska Zakład Ekologii Roślin i Ochrony Środowiska Instytutu Biologii Środowiska, Instytutu Biologii Środowiska na Wydziale Biologii Uniwersytetu im. Adama Mickiewicza w Poznaniu Wydziale Biologii.

## Życiorys
Absolwent kierunku biotechnologia na Wydziału Biologii (1999) Uniwersytetu im. Adama Mickiewicza w Poznaniu. W czerwcu 2003 obronił prace doktorską, a następnie w roku 2012 uzyskał stopień doktora habilitowanego. 9 lipca 2018 nadano mu tytuł profesora w zakresie nauk biologicznych.
Po doktoracie przez ponad dziesięć lat pracował na stażach na Uniwersytecie w Oulu w Finlandii (2004–2007) i UK Centre for Ecology & Hydrology w Wielkiej Brytanii (2008–2024). Obecnie zatrudniony na stanowisku profesora na Uniwersytecie im. Adama Mickiewicza w Poznaniu. Od 2003 roku jest również zawodowo związany z Instytutem Dendrologii Polskiej Akademii Nauk.
Prof. Wachowiak specjalizuje się w genetyce i genomice populacyjnej. Jest autorem ok. 70 publikacji. W swoich badaniach wykorzystuje metody molekularne w analizach procesów warunkujących rozmieszczenie i zmienność genetyczną populacji roślin, szczególnie drzew leśnych. Zagadnieniom z zakresu genetyki populacyjnej, ekologii molekularnej i genomiki poświęcona jest również jego aktywność dydaktyczna.
Pełnił funkcje członka redakcji kilku międzynarodowych czasopism naukowych, członka zespołu ekspertów Narodowego Centrum Nauki oraz recenzenta w programach EU oraz National Science Foundation, USA.